# Charlotte Sofia Garraway
Charlotte Sofia Garraway (geboren in Hannover) ist eine deutsche Regisseurin und Autorin.

## Leben
Garraway wuchs als Tochter einer US-Amerikanerin in Hannover auf. Sie studierte Theater- und Filmwissenschaft an der FU Berlin im Bachelor. 2018 schloss sie einen Master in Theaterregie an der ZHdK in Zürich ab.
Anschließend assistierte sie in Berlin an der Volksbühne. Seit Sommer 2021 arbeitet sie als Regisseurin an diversen Theatern im deutschsprachigen Raum.

## Arbeiten als Regisseurin (Auswahl)
- 2021: ABOUT PERSEPHONE, Volksbühne Berlin, auch Text[1]
- 2022: Pig Boy 1986-2358 (Gwendoline Soublin), Theater Plauen-Zwickau[2]
- 2022: Bilder deiner großen Liebe (Wolfgang Herrndorf), Theater Kiel[3]
- 2023: Faust (Johann Wolfgang von Goethe), Gerhart Hauptmann Theater Görlitz-Zittau[4]
- 2024: Letzte Lieder(Stefan Weiller), Theater Lübeck[5]
- 2024: Die lächerliche Finsternis (Wolfram Lotz), Gerhart Hauptmann Theater Görlitz-Zittau[6]

## Veröffentlichungen (Auswahl)
- 2021: Kurz vor Betriebsschluss, Erzählung, Literarische Blätter, Leipzig[7]
- 2023: Das alte Mädchen, Kurzgeschichte, Der Hahnepeter, Hannover
- 2024: illicit affair, Novelle[8]

## Auszeichnungen
- 2024: Thalia Story Teller Award für illicit affair in der Kategorie Local Stories[9]
- 2023: Lobende Erwähnung für ABOUT PERSEPHONE beim Leipziger Hörspielsommer[10]